# Kaltanicupes kitjakensis
Kaltanicupes kitjakensis is een keversoort uit de familie Permocupedidae. De wetenschappelijke naam van de soort is voor het eerst geldig gepubliceerd in 1963 door Ponomarenko.